# Annie Jump Cannon
Annie Jump Cannon född 11 december 1863 i Dover i Delaware, död 13 april 1941 i Cambridge i Massachusetts, var en amerikansk astronom som arbetade med att klassificera stjärnors spektrum. Cannon var den första astronomen som utvecklade ett simpelt system för att klassificera stjärnor, och hon anses vara den mest kända kvinnliga astronomen under sin livstid. Hon var även förespråkare för kvinlig rösträtt och var medlem i National Woman's Party där hon blev listad som en av de tolv största levande amerikanska kvinnorna.

## Uppväxt
Annie Jump Cannons föräldrar var skeppsbyggaren och delstatssenatorn Wilson Lee Cannon och hans andra hustru Mary Elizabeth Jump. Hennes mor fick ytterligare två döttrar efter Annie förutom de fyra barn som hennes man hade i det första äktenskapet.
Redan i ung ålder väcktes hennes nyfikenhet för stjärnorna; och många kvällstimmar tillbringades med hennes mor i att lära sig om stjärnkonstellationer. När hon slutade skolan skickade hennes far, trots fördomarna på den tiden mot universitetsutbildning för flickor, henne till Wellesley College.
År 1890 drabbades hon av scharlakansfeber. Troligen var det till följd av denna sjukdom som hon kom att vara praktiskt taget helt döv under sitt vuxna liv.

## Utbildning
På Wilmington Conference Academy (som senare blev känt som Wesley College) var Cannon en lovande student, särskilt inom matematik. År 1880 skickades Cannon till Wellesley College i Massachusetts, en av de främsta akademiska skolorna för kvinnor i USA, där hon studerade fysik och astronomi.

## Yrkesliv
Annie Jump Cannon tillbringade nästan hela sitt liv vid Harvard College Observatory med att kartlägga och klassificera stjärnor. Cannon var assistent 1897–1911 och därefter föreståndare för samlingen av astronomiska fotografier. Hon klassificerade över 350 000 stjärnor och blev professor när hon var 70 år.
Bland hennes viktigaste arbeten är den så kallade Draper-katalogen, utgiven i 9 band 1918–1924 och uppgjord av Cannon 1911–1915, omfattande 225 300 stjärnor, fördelade över hela himlen och upptagna på över 2 000 plåtar. Senare utgav hon en utvidgning av samma katalog. Hennes anteckningsböcker visar att hon kunde klassificera spektra med en hastighet av mer än tre stjärnor per minut. Margaret Mayvall, en av Cannons assistenter, prisade Cannons förmåga att skilja på smådetaljer, detaljer som blev helt uppenbara först efter Cannon hade pekat ut dem. Eftersom klassificeringarna i katalogen enbart gjordes av Cannon så fick klassificeringarna en enhetlighet som var en av anledningarna till katalogens stora värde.
År 1911 blev hon utnämnd till kurator för astronomiska fotografier vid Harvard. År 1914 blev hon hedersmedlem i Royal Astronomical Society.
Tillsammans med Edward Pickering tillskrivs hon skapandet av Harvards spektralklassifikation som skulle komma att tränga undan den tidigare allmänt använda Vogelska. Detta skedde formellt i maj 1922, när den Internationella astronomiska unionen (IAU) antog en resolution om att börja använda den Pickering-Cannonska klassifikationen, med endast smärre förändringar. Detta system används än idag.
År 1925 blev hon den första kvinnan att bli tilldelad en hedersdoktor i naturvetenskap av Oxford Universitet.
År 1933 representerade hon yrkeskvinnor på Världsutställningen i Chicago (Century of Progress). År 1935 skapade hon Annie J. Cannon-priset för "kvinnan från vilket land som helst, vars bidrag till astronomivetenskapen är mest framstående." År 1938 blev hon William C. Bond-astronom vid Harvard University.

## Övrigt
Annie Jump Cannon har kratern Cannon på månen uppkallad efter sig. Vidare är asteroiden 1120 Cannonia uppkallad efter henne.
American Astronomical Society delar ut Annie Jump Cannon-priset årligen till kvinnliga astronomer för framstående arbete inom astronomi.